# Biblioteka Państwowa w Berlinie

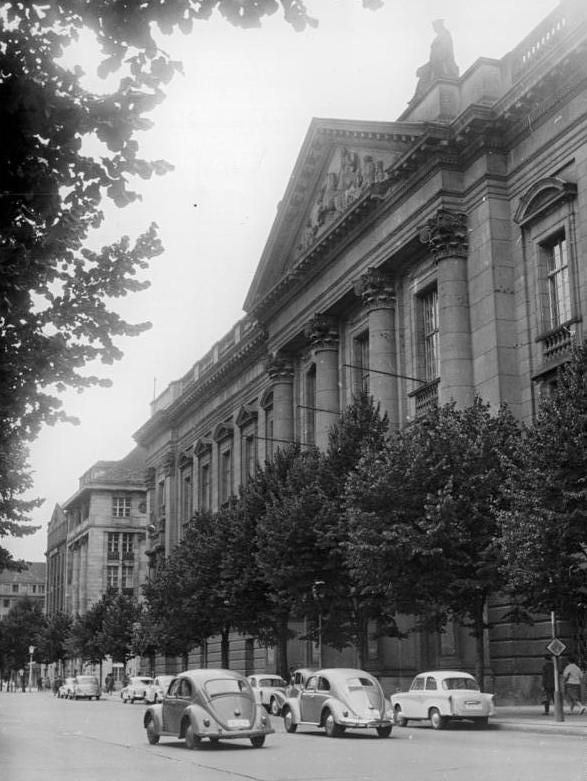
Budynek biblioteki przy ulicy Unter den Linden (zdjęcie z 1961 r.)

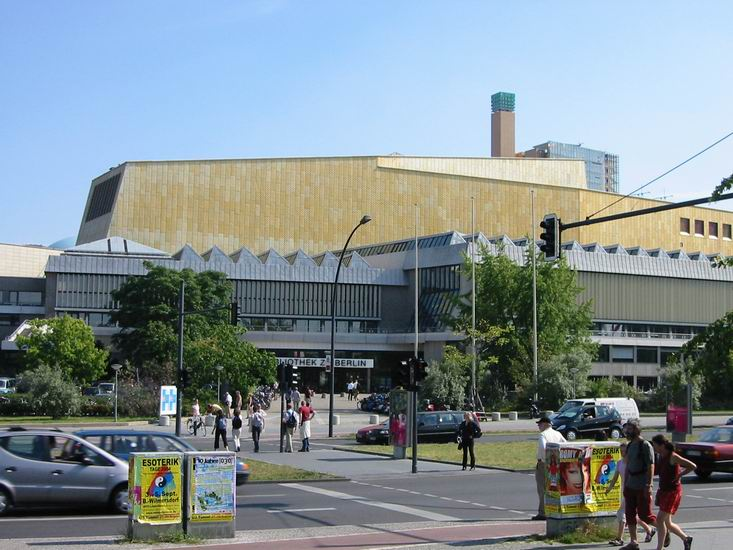
Budynek biblioteki przy Potsdamer Strasse

Biblioteka Państwowa w Berlinie (niem. Staatsbibliothek zu Berlin, dawniej Preußische Staatsbibliothek lub Königliche Bibliothek) stanowi instytucję Fundacji Pruskiego Dziedzictwa Kultury i jest największą biblioteką naukową na obszarze krajów niemieckojęzycznych. Założona została w 1661 roku przez Wielkiego Elektora Fryderyka Wilhelma I jako „Elektorska Biblioteka w Cölln (dzielnica Berlina) nad Sprewą” (niem. Churfürstliche Bibliothek zu Cölln an der Spree). W 1701 roku została przemianowana przez Fryderyka I Pruskiego na „Królewską Bibliotekę w Berlinie” (niem. Königliche Bibliothek zu Berlin). Po zniesieniu monarchii w 1918 roku, biblioteka otrzymała nazwę „Pruskiej Biblioteki Państwowej” (niem. Preußische Staatsbibliothek).
Pod koniec II wojny światowej cenniejsza część zbiorów została ewakuowana do budynku klasztoru benedyktynów w Krzeszowie, z którego wcześniej, w roku 1940, usunięto zakonników. Zbiory odnalezione w klasztorze oraz w porzuconym przez Niemców pociągu ewakuacyjnym, zostały w większości zabezpieczone i w 1946 roku zdeponowane w Bibliotece Jagiellońskiej w Krakowie jako tzw. „Berlinka”, gdzie w większości znajdują się nadal. Zarówno w latach 1945–1946, jak i już w Krakowie część wywiezionych z Berlina kolekcji została rozkradziona. Najbardziej znany przypadek kradzieży starodruków „Berlinki” z Biblioteki Jagiellońskiej zakończył się głośnym procesem sądowym w 2001 roku. Dlatego w okresie powojennym na rynku antykwarycznym sporadycznie pojawiały się zazwyczaj mniej cenne książki i czasopisma z Biblioteki Państwowej w Berlinie.
W 1967 roku zwrócono do Berlina (Wschodniego) 127.000 nowszych książek i tomów czasopism ze zbiorów „Berlinki”, w 1977 roku symbolicznie „w dowód przyjaźni” Edward Gierek przekazał Erichowi Honeckerowi rękopisy partytur Beethovena i Mozarta, a w 2000 roku Jerzy Buzek ofiarował Gerhardowi Schröderowi egzemplarz Biblii z 1522 roku w przekładzie Marcina Lutra.
Po wojnie, wskutek podziału Niemiec, pozostałe zbiory zostały podzielone między wschodnioberlińską „Deutsche Staatsbibliothek” i zachodnioberlińską „Staatsbibliothek Preussischer Kulturbesitz”. 1 stycznia 1992 roku obydwie biblioteki zostały połączone pod obecną nazwą.
W elektronicznym katalogu Staatsbibliothek zu Berlin został uwzględniony pełny zasób, tj. zarówno fizycznie dostępny w siedzibie książnicy, jak i część utracona w wyniku działań wojennych (oznaczone jako „Kriegsverlust”), tj. krakowski depozyt oraz rzeczywiste straty wojenne.